# Zastrzyk dożylny
Zastrzyk dożylny, in. iniekcja dożylna (łac. iniectio intravenosa) – rodzaj zastrzyku polegający na wprowadzeniu do żyły igły strzykawki w celu podania roztworu (najczęściej leku) do krwiobiegu lub pobrania krwi. Dożylnie podanie leku wywołuje jego najszybsze działanie. Dożylnie wstrzykuje się wyłącznie izoosmotyczne roztwory wodne. Ze względu na niebezpieczeństwo powstawania zatorów, nie należy podawać tą drogą zawiesin i roztworów olejowych.

## Miejsce nakłucia żyły
Zastrzyki w celu pobrania krwi wykonuje się zazwyczaj w zgięciu łokciowym. Jest to spowodowane stosunkowo niewielkim ryzykiem powikłań (brak nerwów w dole łokciowym) oraz obecność widocznych żył powierzchownych ręki. W przypadku ich braku zakładana jest opaska uciskowa, a pacjent proszony o energiczne zaciskanie dłoni. Najczęściej nakłuwana jest największa żyła pośrodkowa łokcia (druga to żyła odłokciowa). 

Pomimo zalet nakłuwania w dole łokciowym, nie zaleca się zakładania tam wenflonu, ponieważ pacjent nie mógłby zginać ręki. Zakłada się je więc na grzbietowej części dłoni lub nadgarstka co jest trudniejsze (żyły są mniejsze i łatwiej pękają) oraz bardziej bolesne. 

Można też nakłuwać grzbietowe żyły stopy.

## Łatwość wykonania
Nakłucie żyły jest łatwiejsze u mężczyzn, co jest spowodowane mniejszą zawartością tkanki tłuszczowej. Są słabiej widoczne u osób otyłych (na przykład z cukrzycą).

## Powikłania
Możliwe powikłania zastrzyków dożylnych obejmują zakażenie drobnoustrojami oraz wprowadzenie powietrza (zator powietrzny). Przy zachowanych środkach ostrożności i higieny, ryzyko tych powikłań jest minimalne. Najczęściej jest to tylko przebicie żyły wraz z powstaniem krwiaka lub konieczność powtórnej iniekcji. Wielokrotne zastrzyki w tę samą żyłę może powodować zrosty.

## Osoby wykonujące wkłucie dożylne
Zastrzyki w laboratoriach wykonują zazwyczaj analitycy medyczni, natomiast w szpitalach pielęgniarki. W ramach praktyki studenckiej czynność tę wykonują także studenci medycyny, pielęgniarstwa, położnictwa. Jeżeli dostęp do żył jest wyjątkowo trudny, o pomoc proszony jest anestezjolog, który może wykonać wkłucie centralne.

## Fobia
Niektóre osoby czują lęk przed pobieraniem krwi, wraz z objawami układu autonomicznego (przyspieszenie częstości skurczów serca, poty, omdlenie).